# カンヌール攻囲戦 (1507年)
カンヌール攻囲戦（Siege of Cannanore）は1507年の4月から8月までの4ヶ月間続いた攻城戦。現在のインドのケララ州のカンヌールの郊外にあった、ポルトガル軍の聖アンジェロ砦を、地元の領主（カンヌールのラージャ、コラティリ）がカリカット君主ザモリンとアラブ人に支援されて攻撃した。この戦いは、1506年にザモリンの艦隊がポルトガルに敗れたカンヌール海戦の後で起きた。

## 背景
1501年初頭にポルトガル第2次インド派遣艦隊の提督ペドロ・アルヴァレス・カブラルとカリカットのザモリンの敵対関係が始まった。以後長きにわたってカリカットはポルトガルの敵となった。その後、カンヌールのラージャであるコラティリが、カンヌールの香辛料市場で取引するためにポルトガル人を招いた。ポルトガル第4次インド派遣艦隊との間で条約が調印され、小さな柵で守られたポルトガル商館が1502年に設立された。1505年の後半、ポルトガル第7次インド派遣艦隊で赴任したポルトガル領インドの初代総督であるフランシスコ・デ・アルメイダは、カンヌールに石造りの砦を建てる許可を得た。150人の要塞の守備隊がロウレンソ・デ・ブリットの指揮下に置かれた。
ポルトガルとの同盟を精力的に追求していた古いコラティリ・ラジャは、1506年に亡くなった。継承問題が起きたため、カリカットのザモリンは、ケララ海岸の正式な宗主国として介入した。その結果、カンヌールの新しいコラティリ・ラジャは、ザモリンに恩義（借り）がある一方、ポルトガル人にはあまり好意を持たなかった。
当時、ポルトガルはカルタス政策を行っており、勢力圏内を航行する船はそれを保有するように強要していた。ポルトガル船はカルタス持たないインドの船は攻撃して沈め、船員たちは縫い合わせた帆ごと海に投げ込んで殺していた。この許可証は、コーチンまたはカンヌールの指揮官による署名が必要だった。コラットゥナドゥ（en:Kōlattunād）の民はこの事件に大いに怒り、彼らの統治者であるコラティリにポルトガル人を攻撃するように頼んだ。

## 包囲
包囲攻撃は1507年4月27日に始まり、4か月続いた。
コラティリは、40,000人のナーヤルで攻撃した。ザモリンは、カンヌールの支配者に21門の大砲と20,000人の援軍を出した 。
ロウレンソ・デ・ブリット指揮下の駐屯地の火力は強力で、数千人からの大規模な攻撃をも撃退できた。このため攻城戦はすぐに行き詰まったが、マラバリ人の陣地は綿の梱包を並べて作った壁によってポルトガルの大砲から守られており、ポルトガル人はゆっくりと飢餓状態に追い込まれていった。フェルナン・ロペス・デ・カスタニョーダによるこの戦いにかんする報告では、8月15日にロブスターが波で打ち上げられていたのに驚かされ、救われたと述べている。オナム祭の前の大規模な攻撃によって守備隊はほとんど蹂躙されかけたが、最終的には撃退された。しかし、この結果、守備隊の大部分が負傷した。
ポルトガルの駐屯軍が圧倒される寸前、8月27日にトリスタン・ダ・クーニャの指揮する11隻の艦隊、ソコトラ島から来たポルトガル第8次インド派遣艦隊が現れた。艦隊は300人のポルトガル兵を上陸させて、解囲に成功し、要塞を解放した 。
ポルトガルとコラティリ・ラジャの間で結ばれた和平によって、引きつづきカンヌールのポルトガル拠点が維持されることと、ポルトガルが香辛料市場での取引することが認められた。これらが起きた後、1508年のチャウル海戦でポルトガルが敗北した。